# Nantong Zhiyun
Der Nantong Zhiyun Football Club (chinesisch 南通 支 云 足球 俱乐部) ist ein professioneller chinesischer Fußballverein mit Sitz in Nantong  (Jiangsu). Aktuell spielt der Verein in der zweiten Liga, der China League One.

## Geschichte
Der Verein wurde gegründet, als der Nantong Municipal Football Association die erste Mannschaft von Guangxi Longguida FC sowie ihre Registrierung und Lizenz in der China League Two des chinesischen Fußballverbandes aufkaufte. Nantong Zhiyun FC wurde offiziell am 13. März 2016 in einer Eröffnungszeremonie in Rugao (Nantong) gegründet, wo der Vorsitzende Fan Bing bekannt gab, dass der Club nach der Zhiyun-Pagode benannt wird, die auf dem Gipfel des Langshan-Hügels mit Blick auf die Stadt Nantong liegt. Das Vereinsabzeichen würde einen Wolf abbielden, während Blau als Heimfarben des Teams gewählt wurde. Der ehemalige chinesische Schiedsrichter Li Jun wurde zum Generaldirektor des Vereins und der ehemalige chinesische Nationalspieler Wei Xin zum Cheftrainer ernannt.
In der China-League-Two-Saison 2018 erlangten sie zum ersten Mal in der Geschichte den Aufstieg in die zweithöchste Spielklasse, nachdem sie am 27. Oktober vor 48.869 Zuschauern gegen Shaanxi Chang’an Athletic 1:0 im Shaanxi Province Stadium gesiegt hatten.

## Namensgeschichte
- 2016– Nantong Zhiyun FC 南通支云

## Stadion
Der Verein trägt seine Heimspiele im Rugao Olympic Sports Centre Stadium in Rugao aus. Das Stadion hat ein Fassungsvermögen von 15.000 Personen.

## Platzierungen
| Saison   | 2016 | 2017 | 2018 |
| -------- | ---- | ---- | ---- |
| Liga     | 3    | 3    | 3    |
| Position | 16   | 8    | 2    |